# جين هينسون
جين هينسون (بالإنجليزية: Jane Henson)‏ هي محركة دمى أمريكية، ولدت في 16 يونيو 1934 في St. Albans, Queens ‏ في الولايات المتحدة، وتوفيت في 2 أبريل 2013 في غرينيتش في الولايات المتحدة بسبب سرطان.

## وصلات خارجية
- جين هينسون على موقع IMDb (الإنجليزية)
- جين هينسون على موقع ألو سيني (الفرنسية)
- جين هينسون على موقع قاعدة بيانات الفيلم (الإنجليزية)
- جين هينسون على موقع كينوبويسك (الروسية)